# Sybil Gibson
Pour les articles homonymes, voir Gibson.
Sybil Gibson (18 février 1908, Dora (Alabama) – 2 janvier 1995, Floride) est une artiste peintre américaine.

## Biographie
Née Sybil Aaron à Dora, Alabama, d'un père propriétaire d'une ferme et d'une mine de charbon, elle a étudié à l'Université d'État de Jacksonville, avant de devenir enseignante.
En 1929, elle épouse Hugh Gibson, avec qui elle a une fille. Malgré des débuts prospères, elle a passé une grande partie de sa vie adulte dans la pauvreté.
Un professeur d'art de l'université lui ayant dit qu'elle n'avait aucun talent, elle ne s'intéresse donc guère à la peinture. Cependant, le jour de Thanksgiving en 1963, âgée de 55 ans, Gibson ayant décidé de décorer des paquets cadeaux, elle conçoit un décor avec de la peinture à la détrempe sur des sacs d'emballage en papier. Cela réveille sa fascination pour la création artistique qui durera jusqu'à sa mort. Howell Raines écrit en juin 1971, que « … ses peintures sont fragiles et les couleurs délicates, tout le travail de Sybil Gibson est figuratif, son réalisme est tempéré par une certaine qualité de rêve ». Gibson choisit de se concentrer principalement sur la forme humaine, en particulier les visages, ainsi que les fleurs, les oiseaux et les petits animaux. Son style appartient à « l'art populaire » et relève de l'art brut et de l'art naïf.
En mai 1971, peu de temps avant l'ouverture de sa première exposition d'art au musée d'art moderne de Miami, Gibson disparait, laissant ses dessins éparpillés dans la cour. Excentrique, Gibson a disparu à plusieurs reprises. Le nombre de ses peintures subsistantes dans les musées ou collections privées est estimé à environ 300,.
À la fin de sa vie, souffrant de cataracte, elle subit une opération pour restaurer sa vue. Elle est morte en 1995, âgée de 86 ans.
L’œuvre de Sybil Gibson est représentée par la Woodward Gallery.